# Irv Spector
Pour les articles homonymes, voir Spector.
Irv Spector, né le 11 juillet 1914 et mort en février 1977, est un scénariste, réalisateur et producteur américain.

## Filmographie
Comme scénariste
- 1953 : Hysterical History
- 1957 : L'Amour the Merrier
- 1958 : Grateful Gus
- 1958 : Chew Chew Baby
- 1959 : La Petite Parade
- 1969 : Flying Feet
- 1970 : Scratch a Tiger
- 1970 : La Panthère rose (The Pink Panther Show), série télévisée

Comme réalisateur
- 1965 : Super mamie (Corn on the Cop)

Comme producteur
- 1964 : Linus the Lionhearted (en) (série TV)